# Funckska huset
| På 1890-talet |  | 2010 |
| På 1890-talet |  | 2010 |

Funckska huset är en byggnad i kvarteret Typhon vid Kornhamnstorg 53 i Gamla stan i centrala Stockholm. 

## Historik

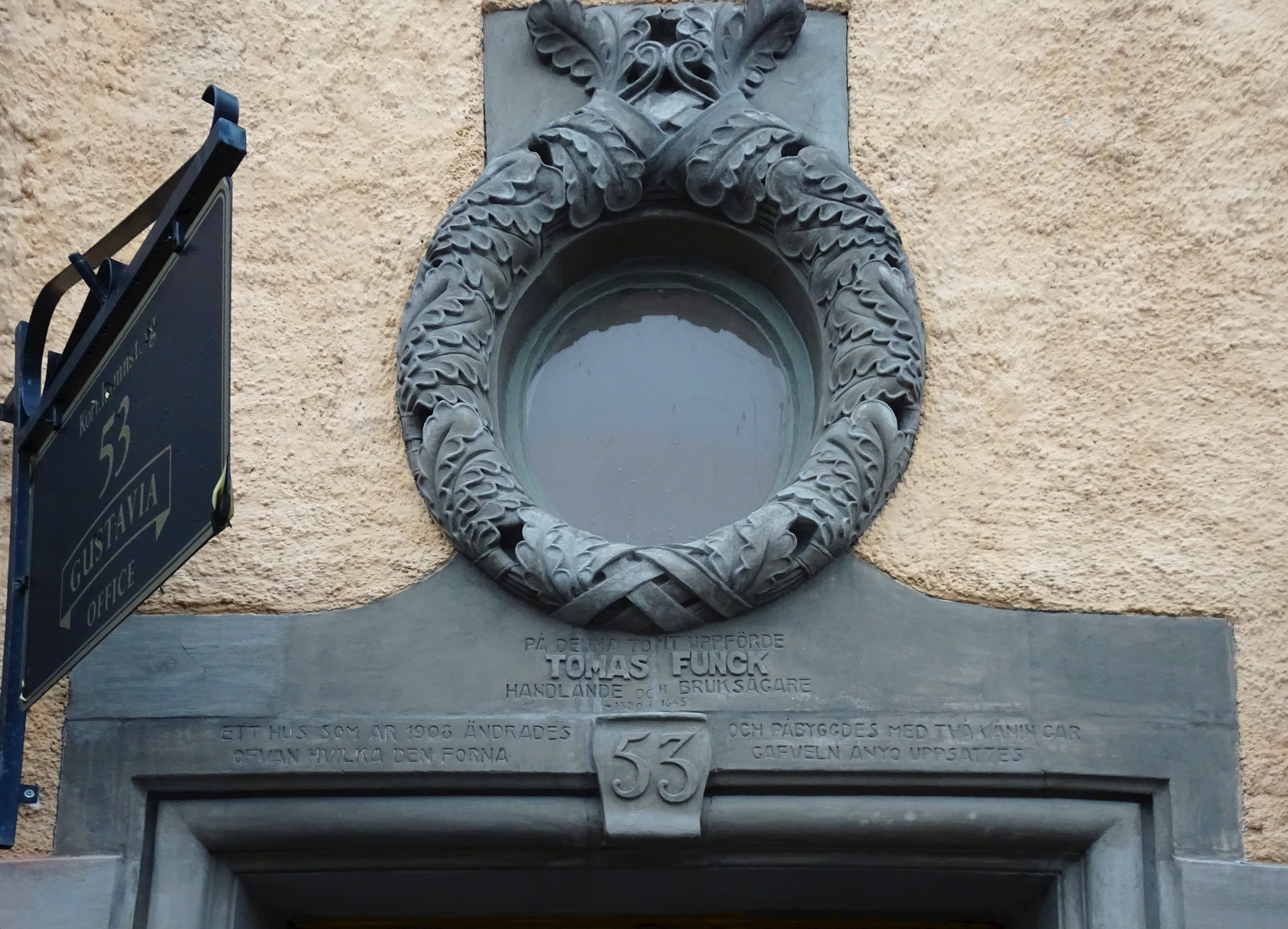
Portalens överdel.

Byggnaden uppfördes ursprungligen på 1640-talet för brukspatronen Tomas Funck, varför det även kallas Funckska huset. År 1908 byggdes huset om och på efter ritningar av  Ferdinand Boberg, som under denna period var anställd hos den på fastighetsaffärer inriktade Bankirfirman E. Öhman j:r 
Vid ombyggnaden höjdes huset med två våningar, de gamla gavlarna återskapades på det nya taket och bottenvåningens fönster fick sin nuvarande, välvda form. Efter ombyggnaden låg i bottenvåningen en filial till Luck & Co Handelsaktiebolag, som bland annat sålde delikatesser.
Huset gränsar i öster till Funckens gränd som förbinder Kornhamnstorg med Västerlånggatan. Ovanför huset port finns en inskription som berättar att på platsen uppförde Tomas Funck, handlare och bruksägare, ett hus som 1908 påbyggdes.